# Klasztor kanoników laterańskich w Krzemienicy
Klasztor kanoników laterańskich w Krzemienicy- nieistniejący kompleks budowli klasztornych w Krzemienicy w Białorusi. Zespół składał się z kościoła, budynku klasztornego (niezachowany), szkoły, dzwonnicy, budynków gospodarczych i zrujnowanego ogrodzenia z bramą-dzwonnicą.

## Historia
Klasztor w Krzemienicy, ufundowany jako filia krakowskiego konwentu Bożego Ciała, był pierwszą placówką tego zakonu w Wielkim Księstwie Litewskim. Budowę murowanego klasztoru, zadeklarowaną w r. 1620 przez małżonków Mikołaja i Barbarę Woyniankę Wolskich i już przez nich podjętą, zahamowała przedwczesna śmierć obojga fundatorów. W r. 1623 Barbara Wolska testamentem zobowiązała syna do dokończenia „murów zaczętych kościoła i klasztoru”, ale Kazimierz Wolski nie zdołał tego dokonać. Dopiero w r. 1646 zawarto umowę z majstrem mularskim Szymonem Tarasowiczem, który według dostarczonego mu projektu miał wybudować murowany klasztor.
W latach 1691-1764 wspólnotę zakonną stanowiło 5-8 kapłanów (dla porównania - w r. 1703 w klasztorze wileńskim było ich 12, w krakowskim - 17). W r. 1820 przebywało w Krzemienicy 11 kanoników, w r. 1825 było ich tylko 4, zaś w r. 1832 obsadę klasztoru stanowiło 8 kapłanów. W tymże roku tutejsza placówka uległa kasacie, dokonanej przez władze rosyjskie w ramach likwidacji klasztorów w tzw. zachodnich guberniach Cesarstwa Rosyjskiego .
Od r. 1835 budynek klasztorny został w większej części zajęty na lazaret wojenny, który miał być przebudowany na koszary, co tylko częściowo doszło do skutku. Prawdopodobnie z tego czasu pochodzi istniejąca do dziś oficyna, być może wzniesiona przez architekta Aleksandra Grodeckiego, który prowadził prace remontowe przy tutejszym kościele. W r. 1864 z funduszy rządowych wybudowano kolejne budynki koszar a w r. 1907 rozpoczęto starania o zwrot lub odsprzedaż parafii zabudowań poklasztornych. W r. 1909 wojsko raczej już tam nie przebywało, lecz nadal wykorzystywało budynki poklasztorne do rozmaitych celów – m.in. projektowano urządzenie tam mydlarni wojskowej.
W r. 1916 proboszcz przejściowo odzyskał budynek byłego klasztoru, w którym ulokował wikarego, służbę kościelną i kooperatywę parafialną. W r. 1920 rząd polski oficjalnie odebrał budynek byłego klasztoru. Spór między państwem a parafią o prawo własności do budynku trwał przez szereg lat. Brak właściciela powodował, że nie był on remontowany ani nawet w żaden sposób zabezpieczany. W r. 1932 stan obiektu był opłakany: część piętra runęła, baszty były odspojone od murów, nad częścią budynku brakowało dachu. W protokole wizytacji z r. 1936 odnotowano, że: „murowany dom poklasztorny, stylowy z basztami, dotychczas kościołowi nie zwrócony, prawie już bez dachu, czyniący bolesne i przygnębiające wrażenie”.
Pod koniec lat 30. w. XX w prasie pojawiły się dwa artykuły, wołające - niestety bezskutecznie - o pomoc dla niszczejącego zabytku; wyrażano nadzieję, że „odnośne czynniki zainteresują się powyższą sprawą i nie dopuszczą aby tak cenny zabytek architektury - chlubny pomnik polskości, który przetrwał już przeszło 300 lat, miał lec w gruzy w wolnej i niepodległej Rzeczypospolitej”. W czasie okupacji hitlerowskiej budynek oficyny zajmowała żandarmeria wojskowa i gestapo; po r. 1945 została w nim ponownie uruchomiona szkoła, znajdująca się tu również obecnie; klasztor zarządzeniem władz hitlerowskich został w r. 1943 rozebrany na potrzeby budowlane.

## Architektura, wyposażenie, otoczenie
Wolnostojący budynek klasztorny znajdował się około 15 m od fasady kościoła, prostopadle do jego osi. Był piętrowy, podpiwniczony, z wysokim, czterospadowym dachem. Założony na planie prostokąta, z wydatnym centralnym ryzalitem w ośmioosiowej elewacji zachodniej, ujętej w wysunięte z naroży sześcioboczne baszty. Wewnątrz miał układ dwutraktowy, z pomieszczeniami rozdzielonymi szerokim korytarzem, biegnącym na osi podłużnej. Na parterze w trakcie wschodnim znajdowała się dwubiegowa klatka schodowa. Piwnice oraz pomieszczenia parteru były sklepione kolebkowo-krzyżowo, lub kolebką z lunetami, na piętrze belkowe stropy. Okna i otwory drzwiowe prostokątne, w uszakowych obramieniach, nakrytych odcinkiem gzymsu.
Na południe od klasztoru rozciągał się duży ogród owocowy i warzywny, a od zachodu znajdowały się liczne zabudowania gospodarcze.

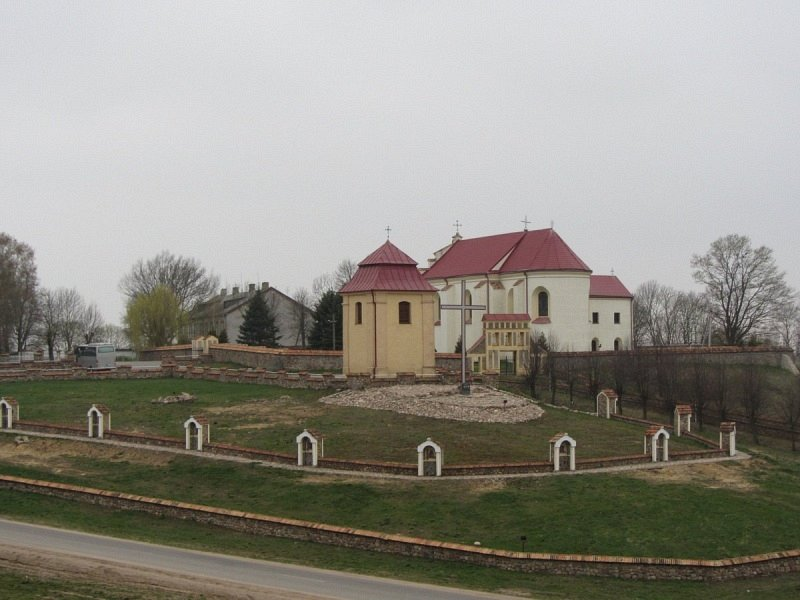
Kościół w 2014 roku

Opisy podawane w wizytacjach z w. XVIII i XIX nie rejestrują istotnych zmian w wyglądzie obiektu. W r. 1820 we wnętrzach znajdowały się trzy portrety kanoników, pięć obrazów malowanych na płótnie i dwa landszafty, w jednym z pomieszczeń stał fortepian. Wśród „ruchomości” na uwagę zasługuje oprawny w srebro puchar z orzecha kokosowego. Klasztor posiadał zasobną bibliotekę, która w r. 1783 liczyła 1055 woluminów.

### Zagadnienia artystyczne
Z dokładnego opisu budowli zawartego w kontrakcie z murarzem Szymonem Tarasowiczem, ale przede wszystkim z pomiarów sporządzonych po 1832 r. i kilku archiwalnych zdjęć wynika, że krzemienicki klasztor miał bryłę wczesnobarokowego pałacu. Projekt budynku mogli przywieźć z Krakowa zakonnicy, którzy zapewne jeździli do macierzystego domu. Wybrana przez nich bryła należała do kręgu budowli, w którym powstały takie obiekty jak pałac biskupów krakowskich w Kielcach (z lat 1637-1644), pałac Jerzego Ossolińskiego w Warszawie (ok. 1641), czy pałac Tarłów w Podzamczu Piekoszowskim (1645-1650). Wieże umieszczone w elewacji nie były pomysłem nowatorskim - spotykać je można już wcześniej, choćby w narożach warszawskiego Zamku Ujazdowskiego (1624-1637), pałacu Leszczyńskich w Lublinie (ok. r. 1619), a także bliżej Krzemienicy, w klasztorze franciszkanów w Norwiliszkach (ok. r. 1617). Znaczenie tych wież, wywodzących się ze średniowiecznej architektury obronnej, w pierwszej połowie XVII wieku uległo zmianie - choć nadal było podkreśleniem rangi właścicieli budynku, to ich funkcja ograniczała się raczej do walorów estetycznych.

## Kaplica cmentarna pw. Św. Rocha w Krzemienicy

### Historia

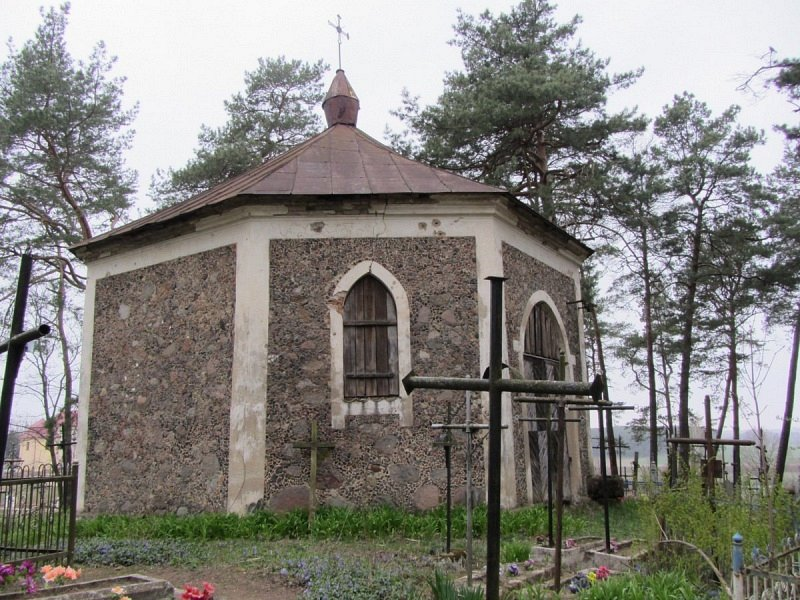
Kaplica św. Rocha na cmentarzu

Cmentarz parafialny w Krzemienicy został założony w 1828 r., nieopodal kościoła, po przeciwległej stronie drogi do wsi. W 1915 r. był powiększony od zachodu o dużą, nową część, w 1936 r. został ogrodzony kamiennym murem
Kaplicę wystawiono w 1882 r., zapewne z fundacji Aleksandra Borowskiego, który dwa lata później łożył na wykonanie okien i pokrycie dachu. Być może miała być kaplicą grobową jego rodziny, której członkowie byli pochowani na tutejszym cmentarzu. Od 1889 r. wzmiankowana w dokumentach jako cmentarna, p.w. Św. Rocha, murowana, z ceglaną posadzką i deskowym stropem, pokryta gontem. W 1924 r. zanotowano prowizoryczny ołtarz z obrazem Matki Boskiej, na ścianach wisiało kilka oleodruków i obraz z przedstawieniem XVII-wiecznego nagrobka, zapewne Wolskich, z krzemienickiego kościoła.
W 1936 r. kaplica wymagała remontu , brak jednak danych, czy został on przeprowadzony do r. 1939, z którego pochodzi ostatnia informacja o jej funkcjonowaniu. Po 1945 r. została ograbiona – zabrano z niej ołtarz i zdemontowano nawet podłogę, sufit i okna.

### Architektura
Kaplica usytuowana jest na szczycie wyniesienia w centrum starszej części cmentarza. Frontem zwrócona na wsch. Murowana z kamieni i cegieł, z tynkowanym detalem, na rzucie regularnego ośmioboku. Wnętrze jednoprzestrzenne, tynkowane, bielone. W ścianie zach. zamknięta odcinkiem łuku nisza, pod nią nieco wysunięty ku przodowi fragment tumbowej mensy. Elewacje licowane łamanym polnym kamieniem, łączonym ozdobną zaprawą z kawałkami polnego kamienia, krzemieni, cegieł i kwarcu. Podziały i detal tynkowane: ściany zwieńczone gzymsem, opięte na narożach przełamanymi lizenami, okna i wejście w gładkich opaskach. Dach namiotowy, ośmiopołaciowy, kryty blachą, na szczycie niewielka kopułka zwieńczona kutym ażurowym krzyżem.

### Zagadnienia artystyczne
Neogotycka kaplica należy do popularnego na tym obszarze typu niewielkich budowli centralnych o licowanych polnym kamieniem elewacjach i skromnym, tynkowanym detalu wykorzystujących zróżnicowanie fakturowe i kolorystyczne materiału. To proste, a zarazem efektowne rozwiązanie spotyka się tu bardzo często, m.in. w kościołach w Porozowie, Hożej, Rukojniach czy Żołudku.
W obrębie tego dość popularnego schematu najbliższą analogię stanowi wzniesiona w r. 1873 kaplica cmentarna w Wołpie, również założona na rzucie ośmioboku, o elewacjach licowanych drobno łamanym kamieniem polnym i tynkowanych podziałach. Dla obu pierwowzorem wydaje się kaplica na cmentarzu w Wołkowysku, wzniesiona w r. 1849 według projektu Aleksandra Grodeckiego. Być może, do wystawienia krzemienickiej kaplicy posłużono się wykonanym ok. r. 1847 projektem tego architekta, który wtedy właśnie pracował przy remoncie kościoła w Krzemienicy.